# Francisco Rolão Preto
Francisco de Barcelos Rolão Preto GCIH (Gavião, Gavião, 12 de Fevereiro de 1893 — Lisboa, 18 de Dezembro de 1977) foi um dos fundadores do Integralismo Lusitano e líder dos Nacional-Sindicalistas. Estaria mais tarde ligado à Oposição Democrática ao Estado Novo.

## Família
Filho de António Adolfo Sanches Rolão Preto, nascido no Fundão, Soalheira, a 18 de Abril de 1858, e de sua mulher Maria Rita Gaspar de Barcelos, da Terceira.

## Biografia

### Estudante e integralista
Ainda estudante do liceu abandonou Portugal para se juntar a Paiva Couceiro, oficial monárquico que a partir da Galiza, nos anos de 1911 e 1912, tentou derrubar o regime republicano instaurado em Portugal.
Estabeleceu-se na Bélgica onde se tornou secretário da revista Alma Portuguesa, o primeiro órgão do Integralismo Lusitano.
Após ter terminado o curso liceal, no Liceu português de Lovaina, ingressou na Universidade Católica da mesma cidade, mas com o começo da Primeira Guerra Mundial foi para França, onde se licenciou em Direito, na Universidade de Toulouse.
Regressado a Portugal começa a escrever para o jornal integralista A Monarquia, tornando-se seu diretor quando Hipólito Raposo é preso. Também colabora no jornal Ação realista (1924-1926).

### O Nacional-Sindicalismo
A partir de 1922 torna-se membro da Junta Central de Integralismo Lusitano.
Com o Começo do movimento militar de 1926, que instaurou a ditadura militar, começa a colaborar com Gomes da Costa, sendo o redator dos 12 pontos do documento distribuído em Braga.
Em 1930 dirigiu com David Neto, e outros Sidonistas, a Liga Nacional 28 de Maio, um grupo de origem universitária que se autoproclamara defensora da Revolução Nacional, mas quando Rolão Preto lança publicamente o Movimento Nacional-Sindicalista torna-se uma figura nacional, em Fevereiro de 1933. Anunciara-o através de vários comícios que comemoravam o primeiro ano de publicação do jornal Revolução, Diário Académico Nacionalista da Tarde, que aparecera em 15 de Fevereiro de 1932 e, que, em 27 de Agosto, desse mesmo ano, tinha adoptado o subtítulo Diário Nacional-Sindicalista da Tarde. 
O Movimento Nacional-Sindicalista era conhecido pela designação camisas-azuis, que usavam como uniforme. Sendo um movimento de inspiração cristã, usavam uma braçadeira com a Cruz de Cristo, seu símbolo máximo. Fizeram comícios uniformizados, durante os quais utilizavam a saudação romana em voga nas organizações nacionalistas da época, conseguindo forte apoio nas universidades e na oficialidade mais jovem do Exército português. Era um movimento influenciado pela Doutrina Social da Igreja e pelo personalismo cristão. Fortemente sindicalista, queria corporativizar a representação política em Portugal, opondo-se ao comunismo e ao capitalismo. O desejo de atraírem jovens para as suas fileiras, levou-os a organizar o Corpo de Escoteiros de Portugal, uma associação escutista à revelia das restantes, liderada por Franklim de Oliveira, e que não teve grande durabilidade.
Rolão Preto realizou um discurso antisalazarista, em 16 de Junho de 1933, numa sessão no São Carlos. Criticou o Estado Novo nascente por ter estabelecido o partido único, e por acreditar que não fez o suficiente pelo sindicalismo. Devido a esse acontecimento o jornal nacional-sindicalista Revolução acabou por ser suspenso em 24 de Julho de 1933.

### Divisão dos nacional-sindicalistas
Mas em Novembro, no mesmo ano em que o jornal Revolução fora suspenso, os nacionais-sindicalistas sofreram uma cisão interna. Um grupo numeroso de jovens decidiu apoiar Salazar e integrar-se na União Nacional, abandonando assim as ideias de independência perante o novo regime defendidas por Rolão Preto e Alberto Monsaraz.
Em 10 de Julho de 1934 Rolão Preto é detido, após uma última representação ao Presidente da República, general Carmona, em defesa de um governo nacional com a participação de todas as tendências políticas nacionalistas, é exilado quatro dias residindo durante um tempo em Valência de Alcântara, em Espanha, frente a Castelo de Vide. Em 29 de Julho o nacional-sindicalismo é proibido por meio de uma nota oficiosa de Salazar, que afirma que o movimento se inspirava «em certos modelos estrangeiros», nomeadamente o fascismo italiano.

### Residência em Espanha
Em Madrid hospedou-se em casa de José António Primo de Rivera, filho do ditador espanhol, com quem terá colaborado na redação do programa da Falange espanhola.

### Ações contra o regime
Regressou a Portugal em Fevereiro de 1935, mas foi detido numa tentativa de revolta contra o regime Salazarista (a tentativa de revolta do navio Bartolomeu Dias e do destacamento militar do Quartel da Penha de França). É obrigado a novo exílio — residindo em Espanha, acompanhará a Guerra Civil ao lado dos falangistas.

### Regresso a Portugal
De volta a Portugal junta-se ao Movimento de Unidade Democrática (MUD), criado no Outono de 1945 para participar nas eleições de Novembro seguinte, as primeiras eleições do Estado Novo, onde se admitiram listas alternativas, tendo nesse ano publicado o seu livro A Traição Burguesa.

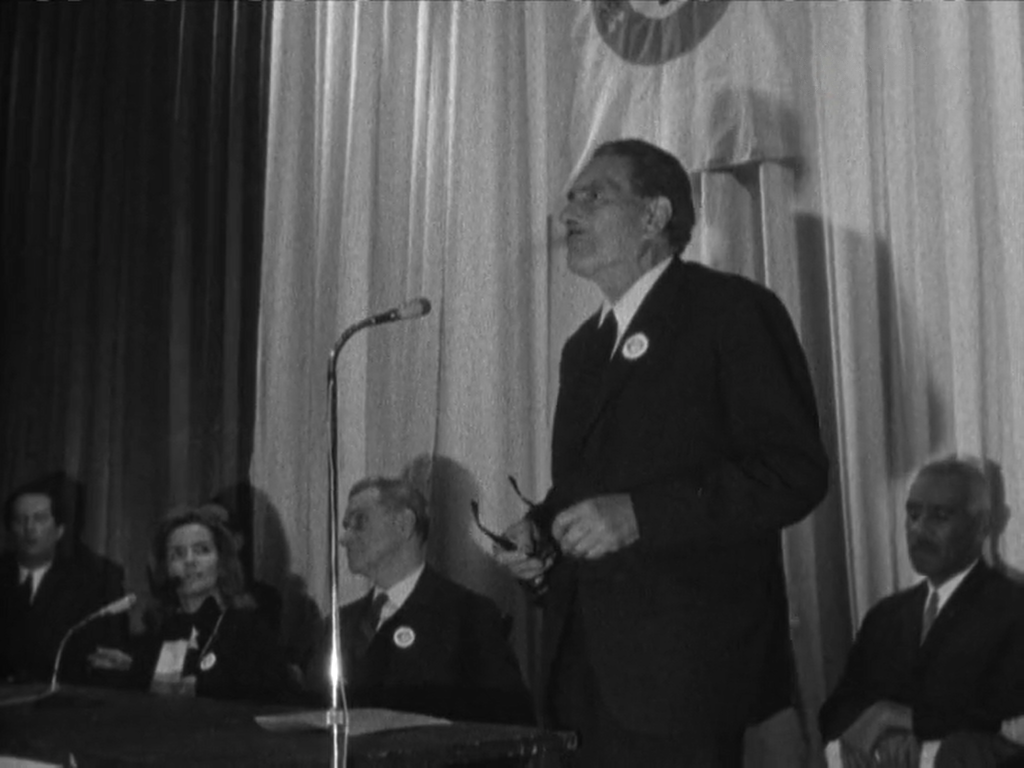
Rolão Preto discursa durante comício da Comissão Eleitoral Monárquica em 1969

Mais tarde apoiou a candidatura de Quintão Meireles, para Presidente da República de 1951, discursando na única sessão política da campanha. Em 1958 apoiará Humberto Delgado (o candidato opositor), participando ativamente na campanha eleitoral, sendo responsável pelos serviços de imprensa da candidatura.
Nas eleições de 1969, as primeiras eleições legislativas durante o período de governo de Marcelo Caetano, participa na lista da Comissão Eleitoral Monárquica.
Em 1970, com outras personalidades monárquicas, constitui a Biblioteca do Pensamento Político, Convergência Monárquica, organização a favor da monarquia que tenta reunir o Movimento Popular Monárquico chefiado por Gonçalo Ribeiro Teles, uma fração da Liga Popular Monárquica de João Vaz de Serra e Moura e a Renovação Portuguesa de Henrique Barrilaro Ruas.
Após o golpe militar de 25 de Abril de 1974 assume a Presidência do Diretório e do Congresso do Partido Popular Monárquico (PPM), fundado em 23 de Maio.
Acaba por falecer em Lisboa, no Hospital do Desterro, a 18 de Dezembro de 1977.

## Condecorações
É condecorado por Mário Soares (enquanto Presidente da República), em 10 de Fevereiro de 1994, com a Grã-Cruz da Ordem do Infante D. Henrique, a título póstumo.

## Obras de Francisco Rolão Preto
- A Monarquia é a Restauração da Inteligência, Lisboa, 1920
- Manual do Sindicalismo Orgânico, Lisboa, 1930
- Para Além do Comunismo, Coimbra, 1932
- Orgânica do Movimento Nacional-Sindicalista, Lisboa, 1933
- Salazar e a Sua Época: Comentário às Entrevistas do Actual Chefe do Governo com o Jornalista António Ferro, Lisboa, 1933
- Justiça!, Lisboa, 1936 "Política da Personalidade" - Contra o Fascismo e os Totalitarismos
- Revolução Espanhola, Livraria Bertrand, Lisboa
- O Fascismo, Guimarães, 1939
- Em Frente! Discurso pronunciado pelo Dr. Rolão Preto no banquete dos intelectuais Nacionalistas, Castelo Branco, 1942
- Para Além da Guerra, Lisboa, 1942
- A Traição Burguesa, Lisboa, 1945
- Tudo pelo Homem, nada contra o Homem, 1953
- Inquietação, Lisboa, 1963
- Carta Aberta ao Doutor Marcello Caetano, Lisboa, 1972

## Casamento e descendência
Casou com Amália de Brito Boavida Godinho, do Fundão, Alpedrinha, filha de António Godinho Boavida (Idanha-a-Nova, Aldeia de Santa Margarida, 31 de Dezembro de 1860, bap. 14 de Fevereiro de 1861 - ?), Licenciado em Direito pela Faculdade de Direito da Universidade de Coimbra e Proprietário, e de sua mulher (Sertã, Cernache do Bonjardim, 2 de Agosto de 1892) Serselina Odília de Carvalho de Brito (Pará, 15 de Maio de 1876 - Lisboa, Santa Engrácia, 19 de Dezembro de 1956), da qual teve um filho e uma filha: 
- Francisco António Godinho Boavida Rolão Preto (Fundão, Soalheira), casado com Maria Isabel Correia da Silva Mendes, da qual tem um filho e uma filha: 
  - Joaquim José Correia Rolão Preto (Fundão, Soalheira, 5 de Novembro de 1959)
  - Maria Isabel Correia Rolão Preto, casada com Francisco Afonso de Ordaz e Queirós de Valadares Caldeira, bisneto por bastardia do 2.º Barão de Castelo Novo, com geração
- Maria Teresa Godinho Boavida Rolão Preto (Fundão, Soalheira), casada com Eduardo Teixeira Gomes